# Pawpaw
Pawpaw (Asimina) is een geslacht uit de familie Annonaceae. De soorten staan ook wel bekend als prairiebanaan, ozarkbanaan of roomappel. Het is een geslacht van acht of negen soorten heesters met grote bladeren en eetbare vruchten, dat van nature voorkomt van in Canada tot in de centrale delen en het zuidoosten van Noord-Amerika. Het geslacht bevat de grootste eetbare, in Noord-Amerika inheemse vruchten. De planten groeien in de vruchtbare valleien. De naam, die ook wordt gespeld als paw paw, paw-paw of papaw is waarschijnlijk verwant met  het Spaanse "papaya" (papaja), misschien door de oppervlakkige overeenkomst tussen de twee vruchten.
Pawpaw maakt net als de custardappel, de cherimoya, de zoetzak en de zuurzak deel uit van de familie Annonaceae. Het is het enige geslacht van deze plantenfamilie dat niet van nature voorkomt in de tropen.
De pawpaws zijn struiken of heesters, die 2–12 m hoog kunnen worden. De bladeren zijn alternerend geplaatst, ovaal van vorm en 20–35 cm lang en 10–15 cm breed. De noordelijke, koudetolerante gewone pawpaw is bladverliezend en de zuidelijke soorten zijn meestal groenblijvend. De stinkende bloemen groeien solitair of in trossen van tot acht bloemen met een diameter van 4–6 cm. De bloemen hebben zes kelk- en zes kroonbladeren (drie grote buitenste kroonbladeren en drie kleinere binnenste kroonbladeren). De kleur van de kroonbladeren varieert van wit tot paars of roodbruin. De bloemen worden bestoven door aasvliegen en kevers. De bloemen verspreiden een zwakke geur die weinig bestuivers aantrekt, wat de vruchtzetting kan beperken. Kwekerijen leggen soms rottend vlees naast de bloeiende planten om aasvliegen aan te trekken.
De vrucht is een 5-16 bij 3–7 cm grote eetbare bes. De vruchten wegen 0,2-0,5 kg en bevatten veel zaden. De vrucht rijpt van groen naar geel of bruin. Het vruchtvlees smaakt naar banaan of mango, wat afhangt van de cultivar. Het vruchtvlees bevat meer eiwitten dan de meeste andere fruitsoorten.

## Soorten en verspreiding
- Asimina angustifolia Raf. -  Florida, Georgia en Alabama
- Asimina incana (W.Bartram) Exell -  Florida en Georgia
- Asimina manasota DeLaney - Florida
- Asimina obovata (Willd.) Nash -  Florida
- Asimina parviflora (Michx.) Dunal -  zuidelijke staten van Texas tot Virginia
- Asimina pygmea (W.Bartram) Dunal -  Florida en Georgia
- Asimina reticulata Shuttlew. ex Chapm. -  Florida en Georgia
- Asimina tetramera Small -  Florida (Status: Bedreigd)
- Asimina triloba (L.) Dunal -  uiterste zuiden van Ontario en Canada en in het oosten van de Verenigde Staten van West-New York tot Zuidoost-Nebraska en in het zuiden in Noord-Florida en Oost-Texas.

## Hybriden
- Asimina × bethanyensis DeLaney
- Asimina × colorata DeLaney
- Asimina × kralii DeLaney
- Asimina × nashii Kral
- Asimina × oboreticulata DeLaney
- Asimina × peninsularis DeLaney
- Asimina × piedmontana C.N.Horn

## Afbeeldingen van de gewone pawpaw

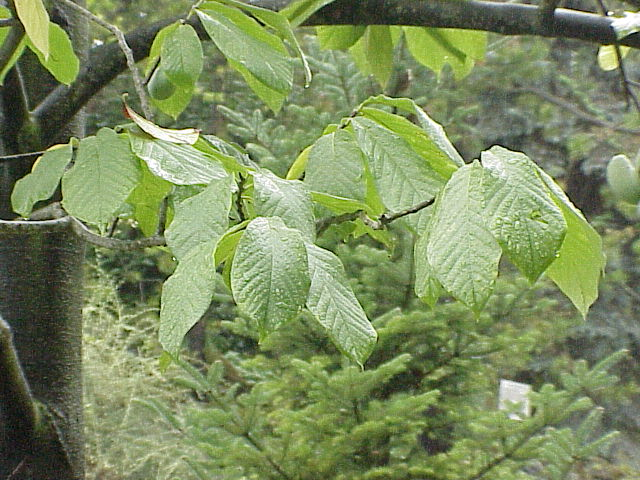
Bladeren
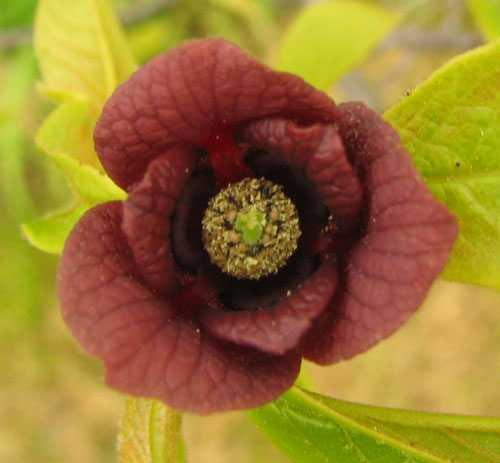
bloem
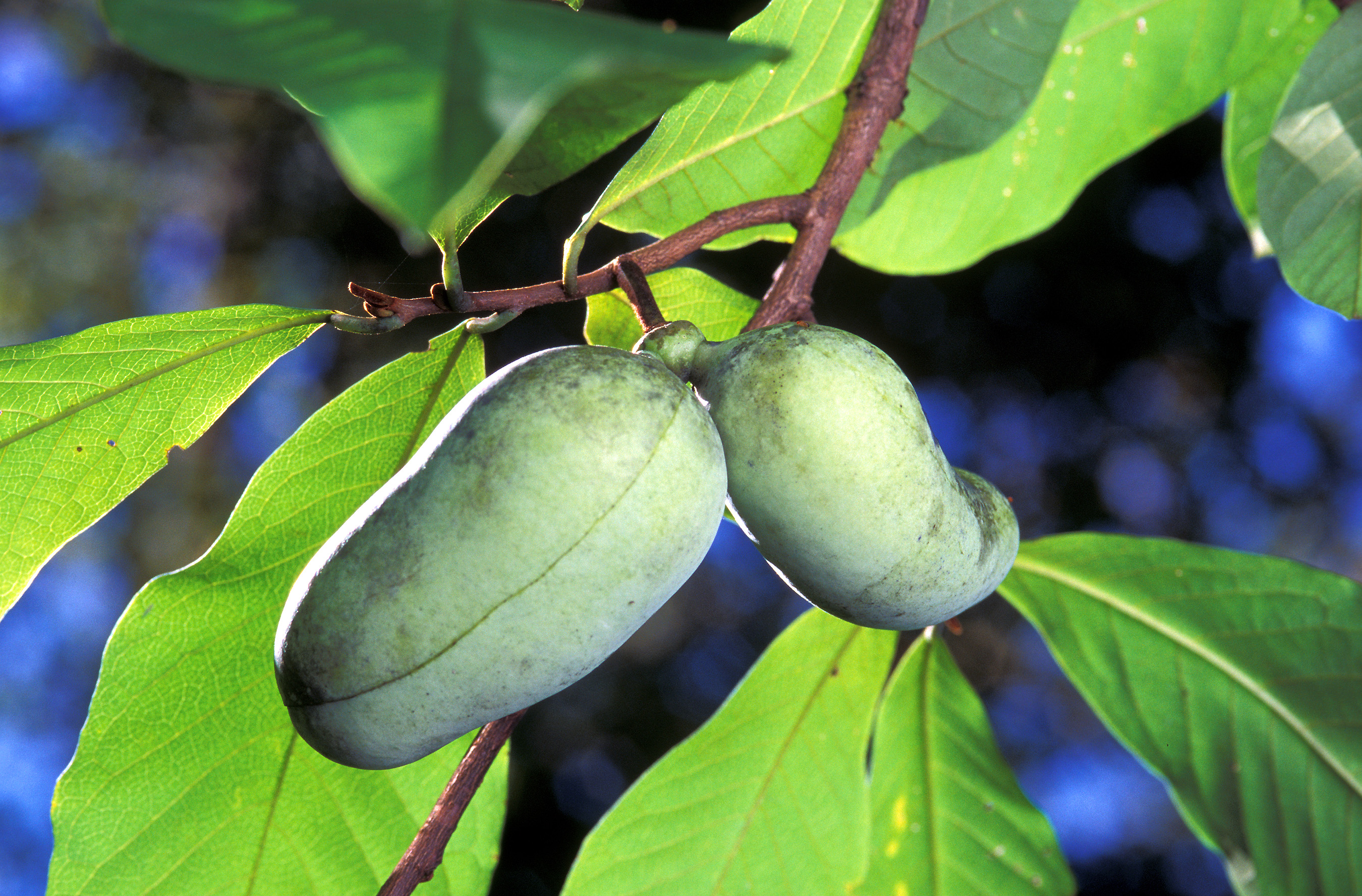
Vruchten
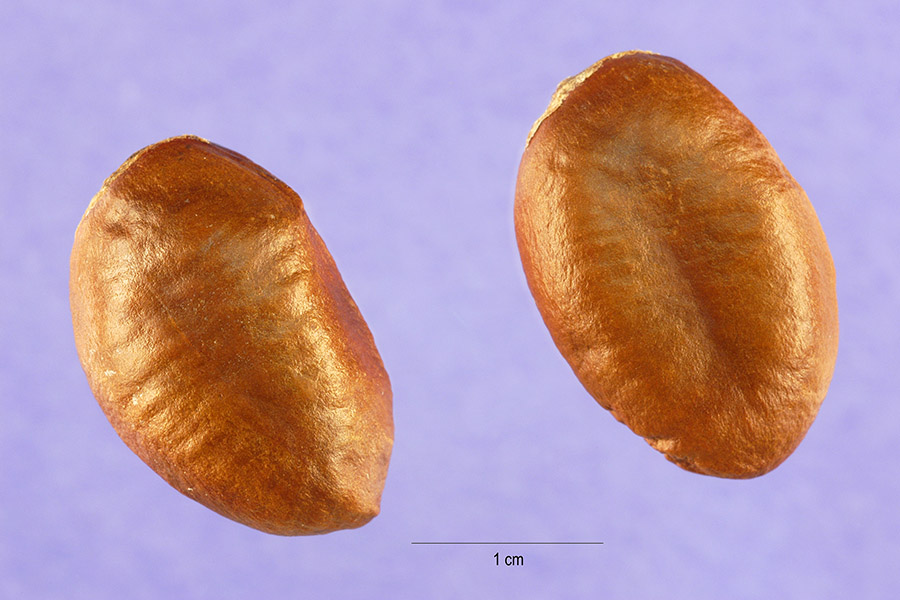
Zaden

## Cultivatie
Ondanks dat het smakelijke en voedzame vruchten zijn, zijn ze nooit op zulke grote schaal geteeld als appels en perziken, waarschijnlijk omdat ze moeilijk zijn op te slaan of te verschepen. Ook zijn de planten bijzonder moeilijk te verplanten door de lange penwortel waardoor alleen containergekweekte planten een zeer goede kans op succes bieden. Cultivars worden vermeerderd door topenten- en chipbudding. Stekken en andere methodes van vermenigvuldigen zijn tot op heden zonder resultaat gebleven.
In de afgelopen tijd is de pawpaw vooral bij biologische telers in Amerika opnieuw in de belangstelling gekomen, omdat het een inheemse fruitsoort is, die weinig last heeft van ziektes. Daardoor zijn er voor de teelt weinig chemische bestrijdingsmiddelen nodig. Het export- en opslagprobleem is grotendeels opgelost door het fruit te verwerken en in te vriezen.
De commerciële teelt van pawpaws vindt op de grootste schaal plaats in het zuidoosten van Ohio. De Ohio Pawpaw Growers' Association sponsort jaarlijks het Ohio Pawpaw Festival bij Lake Snowden in de buurt van Albany in Ohio. Deze organisatie lobbyt bij de Ohio General Assembly om de pawpaw tot vrucht van de staat te verheffen.
De bloemen zijn bijna niet zelfbestuivend en hebben kruisbestuiving nodig, ten minste twee variëteiten van de plant zijn nodig als bestuivers. De bloemen produceren een geur die vergelijkbaar is met rottend vlees om aasvliegen of aaskevers aan te trekken voor de kruisbestuiving. Gebrek aan bestuiving is de meest belangrijke oorzaak van slechte vruchtzetting en kwekers vallen terug op handmatige bestuiving of het ophangen van kippenhalzen of ander vlees om bestuivers aan te trekken.
De kolonievormende plant heeft een sterke neiging om te woekeren als hij niet in toom wordt gehouden.
In Noordwest-Europa is de gewone pawpaw winterhard. De plant is verkrijgbaar bij gespecialiseerde kwekerijen in Nederland en België.
In België is de verkoop van pawpawvruchten verboden sinds de wet op plantenbereidingen van 1997, net zoals beukennootjes en boragie. Sinds februari 2009 en op vraag van Wervel vzw staat de FOD Volksgezondheid een uitzondering toe voor de rijpe vruchten van de pawpaw.

## Geschiedenis
De vroegste vermelding over pawpaws wordt gedaan in het verslag van de ontdekkingsreiziger Hernando de Soto uit 1541 over Indianen die deze planten kweekten in het gebied ten oosten van de Mississippi. De expeditie van Meriwether Lewis en William Clark was van de pawpaws afhankelijk voor de voedselvoorziening. Moes van de pawpaw was een favoriet gerecht van George Washington.

## Medicinale eigenschappen
Chemische bestanddelen uit de bast en de bladeren van de pawpawplanten worden onderzocht op mogelijke antikankereigenschappen. Kwekers hopen dat dit uiteindelijk zal leiden tot een toegenomen vraag vanuit de farmaceutische industrie.
In de fytotherapie wordt "triloba" gebruikt als een remedie tegen rode huiduitslag en infecties met Streptococcus pyogenes zoals roodvonk.